# Littleport
Littleport est une ville d'Angleterre dans le Cambridgeshire.

## Personnalités liées
- Marty Scurll (1988-),  catcheur (lutteur professionnel) britannique, y est né.